# Moerasspirea
De moerasspirea (Filipendula ulmaria) is een vaste plant uit de rozenfamilie (Rosaceae). Het is een rechtop groeiende, 0,6-2 m hoge plant.

## Kenmerken
Moerasspirea's hebben talrijke roomkleurige, 0,4-1 cm brede bloemen met vijf kroonblaadjes, die sterk naar amandel geuren. De bloem bevat veel meeldraden, die ongeveer tweemaal zo lang zijn als de kroonblaadjes
De bloemen vormen schermvormige trossen die bloeien van juni tot in augustus en september.
De bladeren zijn  afgebroken (oneven)geveerd en hebben een groot topblaadje, dat handvormig gespleten is. Er zijn twee tot vijf paar blaadjes, die dubbel getand en eirond zijn. Aan de onderzijde zijn ze viltig behaard en grijsachtig. De bladeren aan de opvallend rode stengel staan verspreid en hebben aan de voet van de bladsteel twee steunblaadjes.

De vruchtjes zijn spiraalachtig gewonden en ongeveer 2 mm groot.

## Voorkomen
De moerasspirea groeit vooral op vochtige plaatsen, zoals in ruigtes, nat grasland, bossen, slootkanten, elzenbroekbos en rietvelden.

## Plantensociologie
Moerasspirea is een kensoort van de moerasspirea-orde (Filipenduletalia ulmariae).

## Gebruik
Vroeger werd de plant gebruikt als middel tegen gal- en nierziekten, maar ook tegen jicht en zenuwpijn. De bladeren en bloemen werden gedroogd om thee van te trekken die bij koorts gegeven werd. De heilzame werking wordt toegeschreven aan verschillende aspirine-achtige verbindingen zoals isosalicine, dat in de bloemkoppen te vinden is.

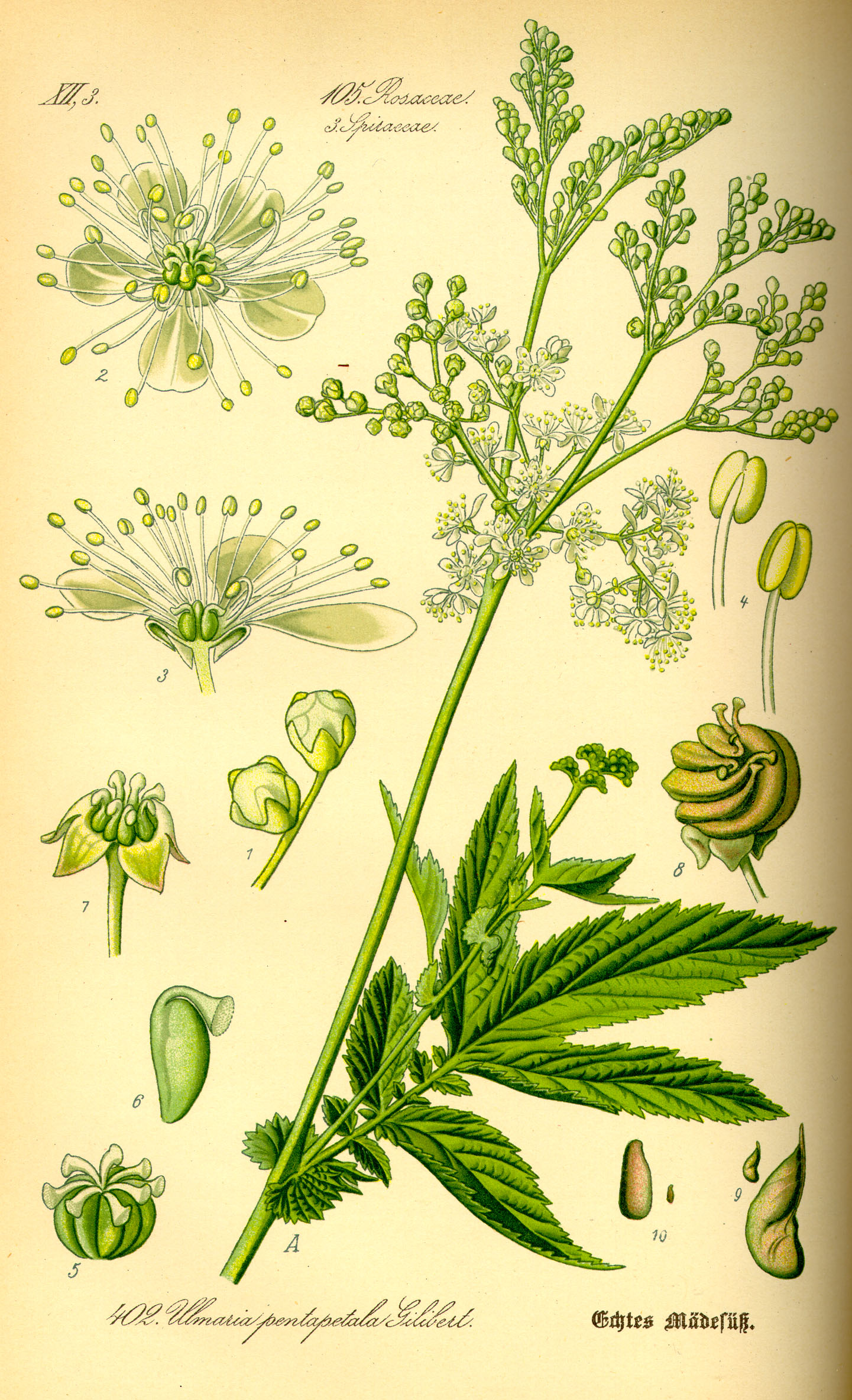
tekening kenmerken
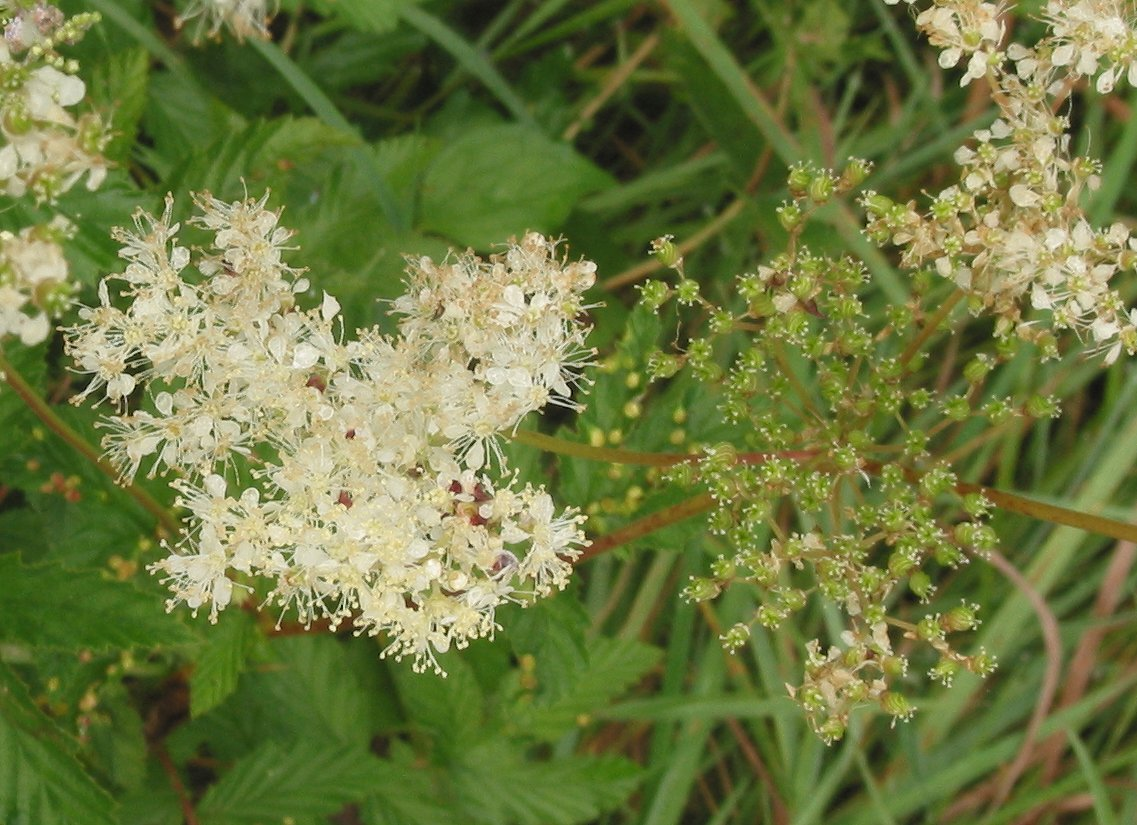
bloemen en vruchten
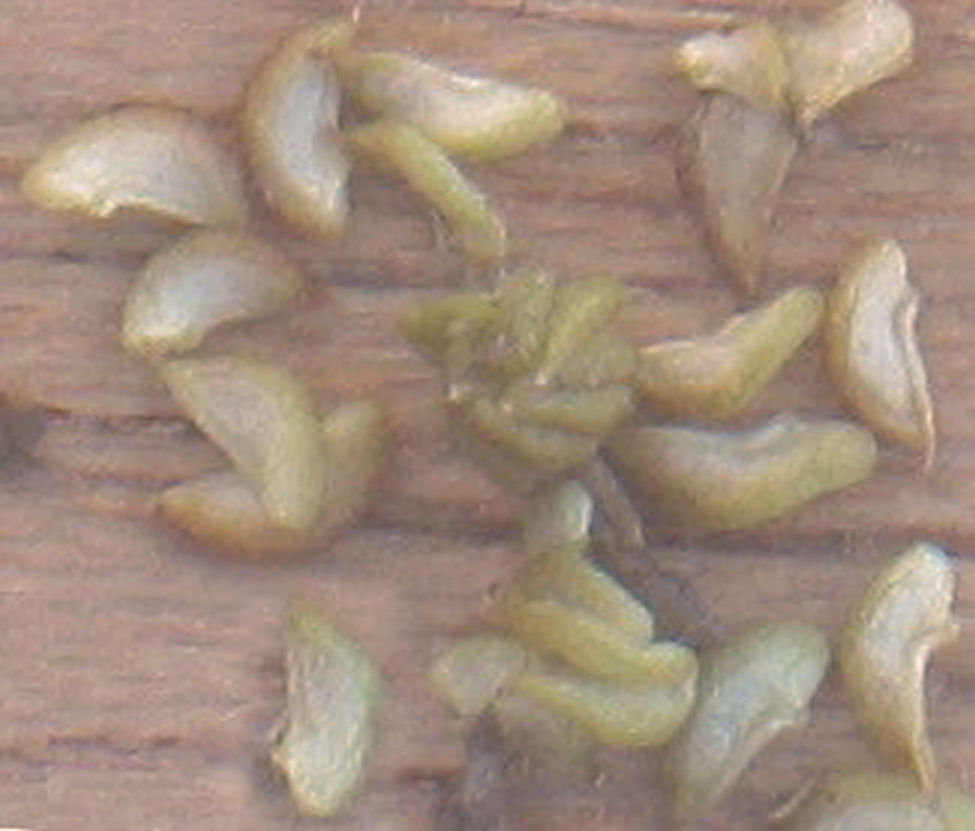
vruchten
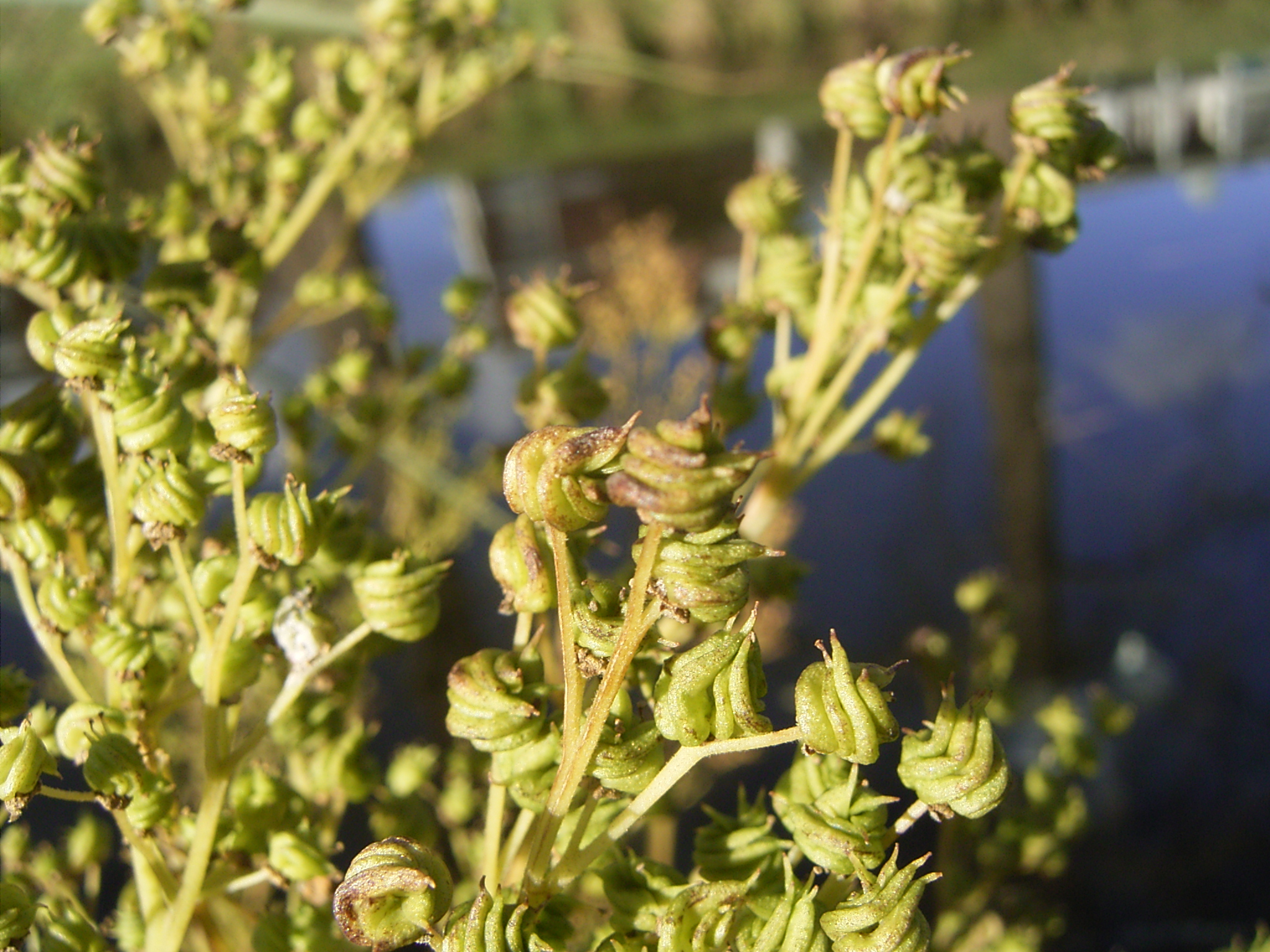
Zaadomhulsels